# Mosche Gafni

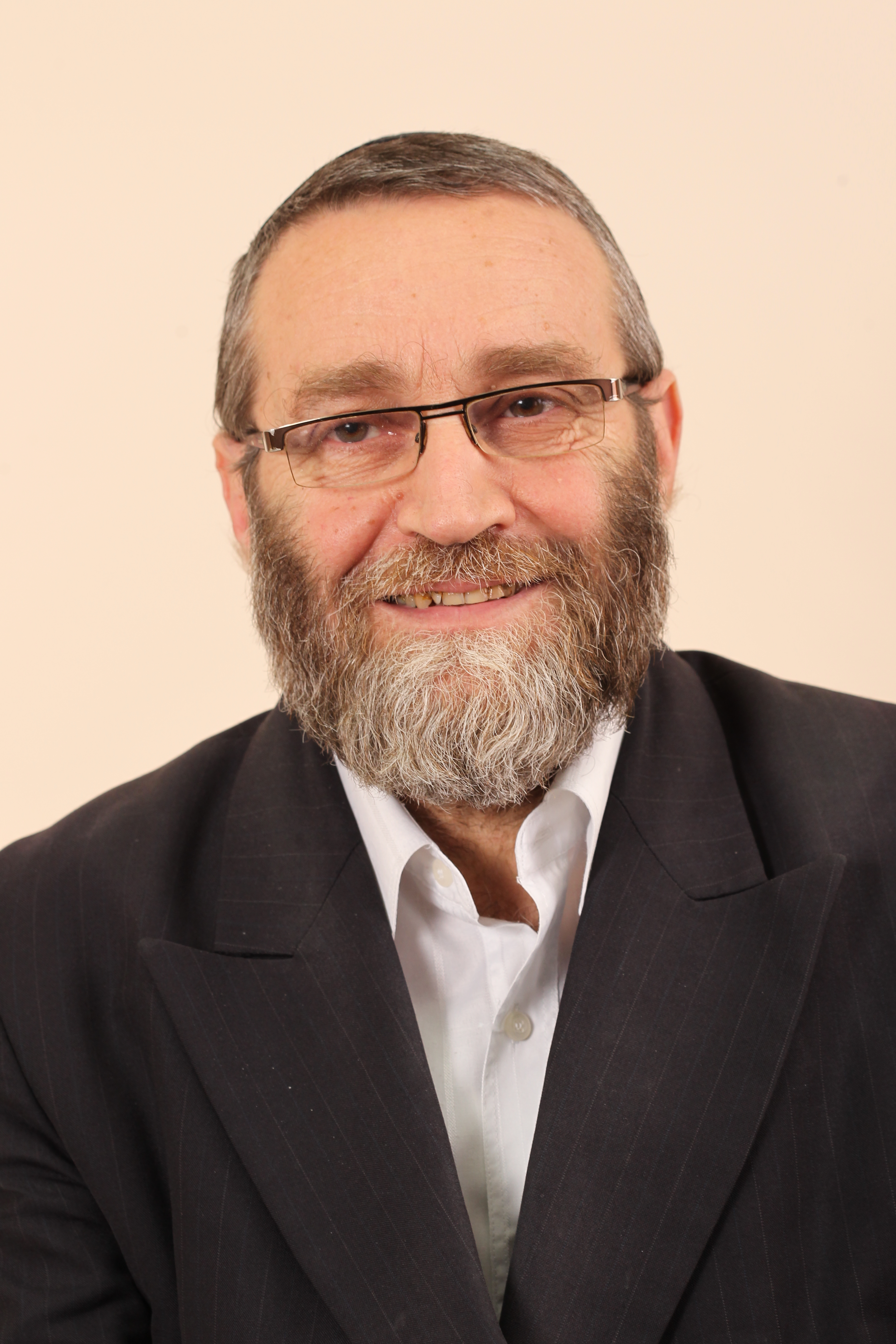
Mosche Gafni

Mosche Gafni (hebräisch משה גפני; * 5. Mai 1952 in Bnei Berak) ist ein israelischer Politiker und Knessetabgeordneter der charedischen („ultraorthodoxen“) Partei Degel haTora.
Gafni wurde an einer Jeschiwa erzogen und arbeitete anschließend als Direktor eines kollel (hebräisch כּוֹלֵל; lit. Talmudhochschule). Er wurde 1988 Knessetabgeordneter der Degel haTora und wurde am 23. Juli 1990 zum stellvertretenden Minister für Dienstleistungen zur Religionsausübung ernannt. Er übte dieses Amt bis zum 13. Juli 1992 aus.
Gafni widersetzte sich der Entscheidung des Obersten Gerichts Israels, im Ausland geschlossene homosexuelle Ehen anzuerkennen, indem er erklärte: „Wir haben keinen jüdischen Staat hier. Wir haben Sodom und Gomorrah hier.“
Er gehörte jedoch zu den wenigen ultraorthodoxen Politikern, die die von Charedim bei der Jerusalemer Gay Pride Parade 2006 ausgeübte Gewalt verurteilten. Daher wurde er am 24. Juni 2010 in Me'a Sche'arim angegriffen, als er eine Synagoge besuchte. Die beiden VTJ-Abgeordneten Uri Maklev und Mosche Gafni hatten zuvor den in Me'a Sche'arim lebenden Rabbi von Slonim besucht und waren anschließend zum Gebet in die Synagoge gegangen. Bei ihrem Erscheinen wurden sie von jungen Extremisten von Neturei Karta angegriffen, die sie bespuckten und mit Steinen, Schlägen und einem Stuhl traktierten.
Gafni lebt in Bnei Brak, ist verheiratet und hat drei Kinder.